# Saint-Laurent-en-Royans
 Saint-Laurent-en-Royans  es una población y comuna francesa, en la región de Ródano-Alpes, departamento de Drôme, en el distrito de Valence y cantón de Saint-Jean-en-Royans.

## Demografía
| 864 | 1032 | 1110 | 1137 | 1330 | 1218 |
| Para los censos de 1962 a 1999 la población legal corresponde a la población sin duplicidades (Fuente: INSEE [Consultar]) |      |      |      |      |      |